# Медаль Френсіса А. Вокера
Медаль Френсіса Вокера (англ. The Francis A. Walker Medal) — нагорода, що вручалася Американською економічною асоціацією з 1947 по 1977 рр. раз у п'ять років американським економістам за сукупність наукових досягнень протягом кар'єри. Назву отримала на честь першого президента асоціації Френсіса Амаса Вокера.
Вважалася найбільш престижною нагородою в цій сфері науки до початку присудження Нобелівської премії з економіки; була скасована, оскільки фактично дублювала останню.

## Лауреати нагороди
- 1947 — Веслі Клер Мітчелл;
- 1952 — Джон Моріс Кларк;
- 1957 — Френк Найт;
- 1962 — Джейкоб Вайнер;
- 1967 — Елвін Гансен;
- 1972 — Теодор Шульц;
- 1977 — Саймон Кузнець.